# Boma
Boma je přístavní město v Konžské demokratické republice v provincii Bas-Congo. Bylo hlavním městem Svobodného konžského státu a Belgického Konga od 1. května 1886 do roku 1926, kdy se hlavní město přestěhovalo do Léopoldville (dnešní Kinshasa).
Výhodná poloha na řece Kongo nedaleko ústí řeky do moře městu předurčila postavení přístavu zajišťujícího jakýkoliv zámořský obchod dnešního Konga i Belgického Konga. Slouží jako exportní přístav; vyváží se dřevo, banány, kakao a palmové produkty. Odhadovaná populace města v roce 2012 byla 162 521 obyvatel.

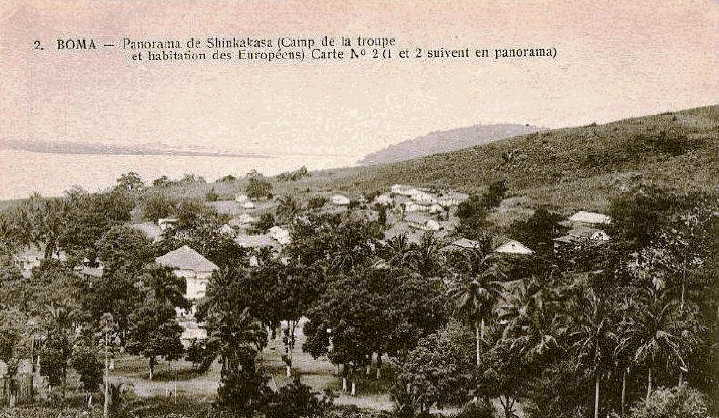
Boma okolo roku 1900

## Dějiny
Boma byla založena jako otrokářská stanice a entrepôt (překladiště) zřízené obchodníky z několika evropských zemí v 16. století.

## Doprava
Boma leží na severním břehu řeky Kongo asi 100 km proti proudu od Muandy, kde se Kongo vlévá do Atlantiku. Dostatečná šířka i hloubka umožňuje mořským lodím dosáhnout Bomy, která díky tomu slouží jako hlavní konžský přístav již několik století. Mezi lety 1889 a 1984 do přístavu vedla úzkorozchodná železnice s rozchodem 610 mm (využívaný pro nákladní účely v podmínkách neumožňujících širší rozchod) z Tshely. Město obsluhuje i letiště.

## Známé osobnosti
- Antoine-Roger Bolamba, politik a básník, se narodil v Bome v roce 1913.